# Kaspijska depresija
Kaspijska depresija (kazaško Каспий маңы ойпаты, Kaspıı mańy oıpaty, rusko Прикаспи́йская ни́зменность, IPA: [prʲɪkɐˈspʲijskəjə ˈnʲizmʲɪnnəsʲtʲ], Kaspijsko nižavje) ali Prikaspijska depresija / nižavje je nizko ležeča ravnica. regija, ki obsega severni del Kaspijskega jezera, največjega zaprtega vodnega telesa na Zemlji. Je večji severni del širše Aralsko-Kaspijske depresije okoli Aralskega in Kaspijskega jezera.
Nivo Kaspijskega jezera je 28 metrov pod morsko gladino, vendar je več krajev v depresiji še nižje, med njimi je najnižje Karagije v bližini Aktaua na −132 metrih.
Depresija leži na južnem koncu puščave Rin in je v Kazahstanu in Rusiji. Večji del ruske republike Kalmikija leži v Kaspijski depresiji. Reki Volga in Ural se skozi to območje izlivata v Kaspijsko jezero. Delti rek Ural in Volga sta obsežni mokrišči. Severno-kaspijska depresija je del celinskega ali polsušnega puščavskega bioma. Območje na leto v povprečju sprejme 300 mm dežja, odmaka pa manj kot 10 % regije.
Kaspijska depresija je sestavljena iz velikih območij močvirja v vzhodni regiji. Je eno največjih ravninskih nižinskih območij v Srednji Aziji, obsega približno 200.000 km2. Območje je zelo bogato s podzemnimi rezervami nafte in plina, cevovodi za nafto in zemeljski plin pa prečkajo depresijo od severa do juga in od vzhoda do zahoda. Mnogi geologi verjamejo, da so Kaspijsko jezero in depresijo oblikovale tektonske sile. Nekateri med njimi tudi verjamejo, da se je severno-kaspijska depresija v starih časih ločila od odprtega oceana, da je nastalo ogromno slano jezero. Del starodavne Svilne ceste je tekel skozi to regijo. Dve največji mesti v depresiji sta Astrahan v Rusiji in Atirau v Kazahstanu. Danes se regija uporablja predvsem za živinorejo.
Depresija je znana tudi po solnih kupolah, zlasti volgograjske soli. (Solna kupola je vrsta strukturne kupole, ki nastane, ko debela plast mineralov evaporita (večinoma soli ali halita), najdenih na globini, navpično vdira v okoliške skalne sloje in tvori diapir.) Ko se potuje iz puščave Rin proti Kaspijskemu jezeru, se to dramatično poveča. Ruske satelitske fotografije so razkrile ogromna nahajališča solnih kupol (približno 1200) v Kaspijski depresiji v zahodnem Kazahstanu. Ena kupola, imenovana Čelkarjev nanos, pokriva površino 3237 km2 in je globoka skoraj 8 kilometrov.
Za južno območje depresije ali severno obalo Kaspijskega jezera je značilen velik razvoj vlažnih območij, ki so posledica plimskih pojavov.
V depresiji živi tudi veliko vrst žuželk, v regiji okoli Kaspijskega jezera pa verjetno živi več tisoč različnih vrst.
Študije so pokazale, da onesnaževanje vode, ki večinoma prihaja iz reke Volge, resno ogroža biotsko raznovrstnost Kaspijske depresije. K onesnaževanju vode prispevajo predvsem industrijski, kmetijski in gospodinjski izpusti.